# Резолюция Совета Безопасности ООН 1282
Резолюция Совета Безопасности Организации Объединенных Наций №1282 была принята 14 декабря 1999 года на его 4080 заседании в отношении Западной Сахары. Резолюция продлила мандат миссии ООН по проведению референдума в Западной Сахаре до 29 февраля 2000 года.

## Содержание
СБ ООН, ссылаясь на все свои предыдущие резолюции в отношении Западной Сахары (резолюции №1238 от 14 мая 1999 года и №1263 от 13 сентября 1999 года), постановляет продлить мандат Миссии ООН по проведению референдума в Западной Сахаре до 29 февраля 2000 года, а также приветствует подтверждение сторонами их принципиального согласия с проектом плана действий по трансграничным мерам укрепления доверия, включая межличностные контакты, и призывает их сотрудничать с Управлением Верховного комиссара Организации Объединенных Наций.

## Голосование
Резолюция были принята 14 голосами, Намибия воздержалась, «против» не проголосовал ни одна страна.
| За (14) | Воздержались (1) | Против (0) |
| --- | ---------------- | ---------- |
| - Великобритания - Китай - Россия - США - Франция - Аргентина - Бахрейн - Бразилия - Габон - Гамбия - Канада - Малайзия - Нидерланды - Словения | - Намибия        |            |

 * жирным выделены постоянные члены Совета Безопасности ООН

## Итог
Продлен мандат Миссии Организации Объединенных Наций по проведению референдума в Западной Сахаре (МООНРЗС) до 29 февраля 2000 года.